# Act (operă dramatică)
Actul este parte principală de subîmpărțire a unei opere dramatice (piesă de teatru, operă, operetă), reprezentând o etapă în desfășurarea acțiunii, în a cărei alcătuire intră scene / tablouri („cânturi”), după care se lasă cortina.

„Pauza de cortină” marchează fie pregătirea „intrării într-un act nou”, „în receptarea următorului act...”, fie faptul că întreaga piesă de teatru se reduce la un singur act. Pauza dintre două acte se numește antract.
În antichitate, romanii desemnau drama prin termenul actus (act). Horațiu, în Ars poetica (189 sqq.), recomanda divizarea pieselor de teatru în cinci acte, normă preluată de dramaturgii clasicismului. Molière, de pildă, a respectat norma celor cinci acte „în marile-i comedii de caractere și de moravuri”, dar a scris și piese fanteziste, bufonerii, în trei acte sau farse într-un singur act.
Subdiviziunile unui act sunt scena și/sau tabloul.
Dramaturgii moderni nu mai acordă mare atenție „normei horațiene”, reducând numărul antractelor / pauzelor, poate și datorită faptului că în ultimul secol, lumea este tot mai grăbită și are tot mai puțin timp.   